# Séchault
 Séchault  es una población y comuna francesa, en la región de Champaña-Ardenas, departamento de Ardenas, en el distrito de Vouziers y cantón de Monthois.

## Demografía
| 246                       | 313 | 303 | 309 | 340 | 342 | 378 | 338 | 352 | lac. | lac. | 327 | 316 | 280 | 226 | 214 | 234 | 226 | 194 | 197 | 190 | 173 | 132 | 152 | 145 | 86 | 194 | 104 | 77 | 59 | 65 | 57 | 59 | 83 | 77 |
| (Fuente: Cassini e INSEE) |     |     |     |     |     |     |     |     |      |      |     |     |     |     |     |     |     |     |     |     |     |     |     |     |    |     |     |    |    |    |    |    |    |    |